# Johannes Willers
Johannes Karl Wilhelm Willers (* 1945 in Bamberg) ist ein deutscher Waffenhistoriker.
Johannes Willers studierte an der Universität Erlangen fränkische Landesgeschichte, Kunstgeschichte und Germanistik und wurde dort 1973 mit einer Dissertation über die Nürnberger Handfeuerwaffen des Mittelalters promoviert. 1973 wurde er Mitarbeiter des Germanischen Nationalmuseums in Nürnberg. Er wurde Leiter der Sammlungen der Waffen und Jagdgeräte, der wissenschaftlichen Instrumente und der alten Apotheken. 2006 trat er in den Ruhestand
Einem größeren Publikum bekannt wurde er als Experte in der Fernsehsendung Kunst und Krempel. Sein Interessensschwerpunkt hier liegt bei asiatischer und afrikanischer Waffenkunde.

## Schriften (Auswahl)
- Die Nürnberger Handfeuerwaffe bis zur Mitte des 16. Jahrhunderts. Entwicklung, Herstellung, Absatz nach archivalischen Quellen. Stadtarchiv, Nürnberg 1973 (= Dissertation).
- Historische Waffen und Jagdaltertümer in: Bernward Deneke, Rainer Kahsnitz (Hrsg.): Das Germanische Nationalmuseum 1852–1977. Beiträge zu seiner Geschichte. München 1978, S. 833–859.
- Handfeuerwaffen – eine „brenzlige“ Zufallsentdeckung macht Geschichte. Von der chinesischen Pulverrakete zum vielschüssigen Gewehr, In: Rudolf Pörtner (Hrsg.): Das Schatzhaus der deutschen Geschichte. Das Germanische Nationalmuseum Nürnberg. Unser Kulturerbe in Bildern und Beispielen. München 1982, S. 493–520.
- Falsche Jubelfeier für Peter Henlein. In: Nürnberg.(= Merian. Das Monatsheft der Städte und Landschaften, Band 34), 1981, S. 64 f.
- Der Nürnberger Uhrmacher Peter Henlein (ca. 1485–1542). In: Fränkische Lebensbilder. Neue Folge der Lebensläufe aus Franken. Band 11, 1984, S. 80–90.
- (Hrsg.): Focus Behaim Globus. Ausstellungskatalog Germanisches Nationalmuseum Nürnberg, 2 Bände. Nürnberg 1992.